# Baix
Baix é uma comuna francesa na região administrativa de Auvérnia-Ródano-Alpes, no departamento de Ardèche. Estende-se por uma área de 17,39 km². Em 2010 a comuna tinha 1 232 habitantes (densidade: 70,8 hab./km²).